# Craig Armstrong
Craig Armstrong (Glasgow, 29 aprile 1959) è un compositore britannico di colonne sonore di film, musica per orchestra e musica elettronica.

## Biografia
Craig Armstrong nasce come musicista classico, avendo studiato composizione, pianoforte e violino alla Royal Academy of Music. Negli anni ottanta, dopo essersi diplomato, compone numerosi pezzi per orchestra, ma lascia ben presto questo campo per dedicarsi di più all'elettronica (vince in questo periodo un premio per questo tipo di musica) pur mantenendo una discreta carriera in un paio di gruppi pop scozzesi.
Negli anni novanta si dedica a colonne sonore per film, televisione e teatro. Nel 1996 è stato acclamato dalla critica per la colonna sonora di Romeo + Giulietta e nel 2001 ha vinto un Golden Globe per la migliore colonna sonora originale per il film Moulin Rouge!.
Ha realizzato numerose orchestrazioni per artisti pop tra cui Madonna, Pet Shop Boys, U2 e Massive Attack con cui ha scritto Weather Storm.
Una delle sue composizioni più note, Escape, tratta dalla colonna sonora del film Plunkett & Macleane, è stata utilizzata nel programma BBC Top Gear , spot e promo televisive.
Le sue fatiche più recenti annoverano le colonne sonore per film come Love Actually - L'amore davvero, Ray (che gli ha fatto vincere un Grammy Award) e World Trade Center di Oliver Stone.

## Discografia parziale

### Discografia solista
Album in studio
- 1998 - The Space Between Us
- 2002 - As If to Nothing
- 2004 - Piano Works
- 2008 - Memory Takes my Hand
- 2014 - It's Nearly Tomorrow

Raccolte
- 2002 - The Space Between Us/As If To Nothing
- 2005 - Film Works 1995-2005
- 2005 - Film Works 1990-2005
- 2010 - Music Sales Film & TV

Singoli

### Discografia con The Dolls
Album in studio
- 2005 - The Dolls

### Discografia con Winona
Album in studio
- 2007 - Rosebud
- 2015 - Fulmine

EP
- 2007 - Rosebud

Singoli
2007 - Without You

## Filmografia

### Musiche
- Romeo + Giulietta di William Shakespeare, regia di Baz Luhrmann (1996)
- Orphans, regia di Peter Mullan (1998)
- Plunkett & Macleane, regia di Jake Scott (1999)
- Il piano era perfetto (Best Laid Plans), regia di Mike Barker (1999)
- Il collezionista di ossa (The Bone Collector), regia di Phillip Noyce (1999)
- Cruel Intentions - Prima regola non innamorarsi (Cruel Intentions), regia di Roger Kumble (1999)
- Moulin Rouge!, regia di Baz Luhrmann (2001)
- Kiss of the Dragon, regia di Chris Nahon (2001)
- Magdalene (The Magdalene Sisters), regia di Peter Mullan (2002)
- The Quiet American, regia di Phillip Noyce (2002)
- Love Actually - L'amore davvero (Love Actually), regia di Richard Curtis (2003)
- In ostaggio (The Clearing), regia di Pieter Jan Brugge (2004)
- Ray, regia di Taylor Hackford (2004)
- L'amore in gioco (Fever Pitch), regia di Peter e Bobby Farrelly (2005)
- Partnerperfetto.com (Must Love Dogs), regia di Gary David Goldberg (2005)
- World Trade Center, regia di Oliver Stone (2006)
- Elizabeth: The Golden Age, regia di Shekhar Kapur (2007)
- L'incredibile Hulk (The Incredible Hulk), regia di Louis Leterrier (2008)
- Wall Street - Il denaro non dorme mai (Wall Street: Money Never Sleeps), regia di Oliver Stone (2010)
- Neds, regia di Peter Mullan (2010)
- In Time, regia di Andrew Niccol (2011)
- Il grande Gatsby (The Great Gatsby) (2013)
- Via dalla pazza folla (Far from the Madding Crowd) (2015)
- Victor - La storia segreta del dott. Frankenstein (Victor Frankenstein), regia di Paul McGuigan (2015)
- Io prima di te (Me Before You), regia di Thea Sharrock (2016)
- Snowden, regia di Oliver Stone (2016)
- La tela dell'inganno (The Burnt Orange Heresy), regia di Giuseppe Capotondi (2019)
- L'unico e insuperabile Ivan (The One and Only Ivan), regia di Thea Sharrock (2020)
- Il critico - Crimini tra le righe (The Critic), regia di Anand Tucker (2023)
- Fuga in Normandia (The Great Escaper), regia di Oliver Parker (2023)